# Chennery-Landreville
Ne doit pas être confondu avec Landreville.
Chennery-Landreville est une ancienne commune française, située dans le département des Ardennes en région Grand Est.

## Histoire
Formée, en 1793, à partir des deux villages de Chennery et de Landreville, elle fusionne en 1828 avec la commune de Bayonville, de plus grande taille, pour former la nouvelle commune de Bayonville-et-Chennery.

## Administration
| Période                                  | Période | Identité | Étiquette | Qualité |
| ---------------------------------------- | ------- | -------- | --------- | ------- |
| Les données manquantes sont à compléter. |         |          |           |         |
|                                          |         |          |           |         |

## Démographie
| 1793 | 1800 | 1806 | 1821 |
| ---- | ---- | ---- | ---- |
| 103  | 134  | 123  | 114  |

Histogramme

(élaboration graphique par Wikipédia)